# Феровиариос
„Феровиериос“ (на испански: Ferroviarios) е професионален футболен отбор от квартал Естасион Сентрал, Сантяго де Чиле, столицата на Чили.
Основан е на 14 юли 1912 г. от железопътни работници под името Унион Феровиариос. На 12 февруари 1950 г. се обединява с Бадминтон под името Феробадминтон, като обединението продължава до 1969 г., когато Бадминтон решава пак да стане отделен отбор и се мести в Курико. През 1980 г. отборът се прества в Тагаланте и приема името Тагаланте-Феро. По-късно се мести в Пудауел, а от 1982 г. се прекръства на Феровиариос.

## Успехи
- Примера Б:
  - Вицешампион (1): 1972
- Куарта Дивисион:
  - Шампион (1): 2013
  - Вицешампион (1): 1997
- Серия Б Професионал де Чиле:
  - Вицешампион (1): 1936
- Кампеонато де Апертура де ла Сегунда Дивисион:
  - Финалист (1): 1969
- Дивисион де Онор Аматьор:
  - Шампион (3): 1947, 1948, 1949

## Рекорди
- Най-голяма победа в Примера Дивисион: 7:1 срещу Морнинг Стар, 1934 г.
- Най-голяма загуба в Примера Дивисион: 8:0 срещу Коло Коло, 1934 г.